# Vickers V-1000
El Vickers-Armstrongs V-1000 fue un propuesto avión de carga con propulsión a reacción que fue diseñado para cubrir un requisito emitido por el Ministerio de Abastecimiento británico que buscaba un transporte estratégico para la Real Fuerza Aérea (RAF) para apoyar a su flota de bombarderos estratégicos, particularmente a los bombarderos V. El diseño tiene muchas similitudes con el Vickers Valiant, uno de los bombarderos V, pero también presenta cambios sustanciales. Además de su aplicación militar, tanto el Ministerio como Vickers también pretendían utilizar el mismo diseño básico que el VC.7, un avión de pasajeros a reacción transatlántico de seis asiento por fila para la British Overseas Airways Corporation (BOAC).
En 1955, cuando el prototipo ya estaba prácticamente terminado, el Ministerio de Abastecimiento decidió dar por terminado el proyecto V-1000 a mitad de su desarrollo. Para entonces, el diseño había despertado el interés de las aerolíneas y había dado lugar a rediseños por parte de fabricantes estadounidenses competidores, lo que influyó en el diseño del Boeing 707 y del Douglas DC-8. El V-1000 es uno de los grandes "qué hubiera pasado si..." de la aviación británica, y su cancelación fue tema de considerable debate en la Cámara de los Comunes.

Hemos entregado a los americanos, sin lucha, todo el mercado mundial de grandes aviones a reacción.
George Edwards, director general de Vickers.

## Desarrollo

### Antecedentes
A principios de la década de 1950, la industria aeronáutica civil británica lanzó y fabricó una serie de diseños de aeronaves competitivos e innovadores. Entre ellos se incluyen el De Havilland Comet, el primer avión de transporte comercial propulsado por reactores del mundo, el Vickers Viscount, el primer avión comercial de pasajeros propulsado por turbohélice del mundo, y el Bristol Britannia, un avión propulsado por turbohélice capaz de realizar vuelos transatlánticos de forma rutinaria. Todos esos diseños tuvieron su origen en las especificaciones establecidas por el Comité Brabazon de la época de la guerra. Con esos aviones, Gran Bretaña parecía estar en camino de captar una gran porción de la demanda mundial de aeronaves civiles en el futuro previsible.
Mientras tanto, la Real Fuerza Aérea (RAF) había estado desarrollando una nueva generación de bombarderos estratégicos: el Vickers Valiant, el Avro Vulcan y el Handley Page Victor. Armados con armas nucleares y propulsados por motores a reacción, estos aviones entrarían en servicio durante la década de 1950 con el nombre de bombarderos V. El primero de los bombarderos V en entrar en servicio fue el Valiant. Al observar el rendimiento favorable del Valiant, tanto el Ministerio de Abastecimiento (MoS) como Vickers se interesaron en un posible derivado de transporte, como un potencial sucesor de largo alcance del Comet, más pequeño. La RAF también había detectado una demanda por un avión de transporte adecuado, capaz de acompañar a los bombarderos V en despliegues a cualquier parte del mundo, transportando una mezcla de personal y carga necesaria para tales despliegues, y que al mismo tiempo tuviera capacidades de velocidad y alcance similares a las de la fuerza de bombarderos.
Vickers recibió una solicitud del Ministerio de Estado para la presentación del derivado de transporte del Valiant. Al mismo tiempo, la British Overseas Airways Corporation (BOAC) también estaba interesada en un posible avión comercial de Vickers, por lo que la empresa estaba naturalmente entusiasmada en que sería posible desarrollar un avión que serviría como transporte militar, que se estaba adquiriendo para la RAF, y como avión comercial, que se esperaba que BOAC encargara. Esta medida significaría un mayor apoyo financiero para el programa, así como un mejor acceso a los recursos de desarrollo y pruebas. Según el autor de aviación Derek Wood, Sir George Edwards, que dirigió el diseño, vio la variante militar "como un trampolín hacia la versión civil", que fue designada internamente como VC.7.
Al trabajar en cooperación directa con BOAC durante los estudios realizados para el proyecto, Vickers se dio cuenta rápidamente de que producir un avión adecuado no sería una cuestión sencilla de combinar las alas del Valiant con un nuevo fuselaje adecuado para realizar tareas de transporte. Entre los cambios necesarios estarían una estructura completamente nueva, la adopción de una cabina espaciosa y presurizada y motores más potentes. Los requisitos de la RAF también proporcionaron algunas complicaciones para el diseño, como la necesidad de utilizar flaps de doble ranura para lograr el rendimiento buscado en pistas cortas, junto con la integración de un elevador de carga hidráulico de gran tamaño, montado en la parte trasera, para realizar operaciones de autocarga. De manera crucial, se reconoció que, para que el avión fuera económicamente viable frente a los aviones competidores propulsados por motores de turbohélice y motores de pistón tradicionales, sería necesario un motor capaz de generar más empuje y un consumo de combustible específico superior al del motor turborreactor Rolls-Royce Avon del Valiant.
En octubre de 1952, el Ministerio de Suministros publicó formalmente la Especificación Aérea C.132D por el transporte a reacción. Varias empresas respondieron con sus propias propuestas para cubrir el requisito. Handley Page ofreció el HP.97, que presentaba un diseño de dos niveles que trasladaba los asientos de los pasajeros por encima del ala en un diseño casi idéntico al del Victor. BOAC rechazó el diseño, lo que dio lugar al HP.111, mucho más modificado, que era similar en disposición pero tenía un fuselaje moderno de una sola cubierta con seis asientos por fila. Avro comenzó con su diseño del Vulcan, manteniendo su ala en delta sin cola y acoplándola a un nuevo fuselaje, produciendo el Avro Atlantic (Avro Type 722). Como su nombre indica, el diseño fue pensado específicamente para ofrecer un alcance transatlántico. Avro se jactó de que el ala delta ofrecía un buen rendimiento de despegue sin la necesidad de los flaps o slats que requerirían las alas convencionales, al tiempo que ofrecía una alta velocidad de crucero. Se ofrecieron varias versiones con asientos 2+2 a 3+3, con la peculiaridad añadida de que los asientos estaban orientados hacia la parte trasera del avión.
La propuesta inicial de Vickers fue designada como VC.5, que era esencialmente un bombardero Valiant ligeramente alargado y con ventanas. Mantenía el ala semialta del Valiant, lo que habría dejado muchas filas sin ventanas, y también significaba que tenía un tren de aterrizaje largo que BOAC consideró inadecuado. Diseñado originalmente a finales de la década de 1940, el VC.5 atrajo poco interés y pronto fue abandonado en favor de una propuesta más avanzada de Vickers. Entre las diferencias entre el VC.5 y el VC.7 se encontraba un fuselaje agrandado en 3,81 m con acomodo de seis pasajeros por fila para 131 pasajeros, las alas reubicadas en una posición baja, la adición de flaps ranurados y siendo el tamaño total del ala considerablemente mayor. Tal como se había previsto, el VC.7 no sólo sería capaz de volar las tradicionales rutas Empire, sino también el cada vez más prestigioso mercado del Atlántico Norte.

### Selección y refinamiento
En enero de 1953, Vickers recibió un encargo para la producción de un prototipo con capacidad de vuelo, al que posteriormente se le dio la matrícula XD662, junto con un marco de pruebas estructural. En marzo de 1953, se reveló que el diseño de Vickers había sido seleccionado como ganador del concurso del MoS. En junio de 1954, el Secretario de Estado del Aire, William Sidney, primer vizconde De L'Isle, anunció que se realizaría un pedido de producción para la variante militar, designada como V-1000, para la RAF. Los trabajos de desarrollo en detalle del proyecto comenzaron después de la emisión de la Especificación en octubre de 1952; sin embargo, pronto se reconoció que el V-1000 sería sustancialmente más difícil de desarrollar que cualquier avión de transporte anterior que hubiera sido operado por la RAF, ya que ni el ministerio ni la industria tenían experiencia anterior en el desarrollo de aviones a reacción de esta escala.
Como concepto, el avión era más complejo que el Comet, además de ser físicamente mucho más grande. Los requisitos estrictos y detallados de la especificación requerían pruebas exhaustivas, como el uso intensivo de túneles de viento para cubrir las operaciones en campos cortos, además de vuelos de crucero a alta velocidad, mientras que las demandas estructurales y del sistema llevaron a Vickers a territorios inexplorados y campos completamente nuevos. Aunque gran parte del conocimiento se había derivado del Valiant y había elementos del diseño, como el montaje interno de los motores dentro de las alas, que mostraban esta ascendencia, áreas como la estructura tenían diferencias dramáticas; la integridad de la cabina y el compartimiento del motor se ajustaban a los principios de seguridad, a diferencia del Comet anterior. El diseño final del V-1000 fue ampliado más allá de lo esperado por la RAF; esto se hizo para maximizar la similitud entre el VC.7 y el V-1000; en consecuencia, se iba a utilizar el mismo fuselaje para las variantes civiles y militares.
Una innovación clave del V-1000 fue el uso previsto del Rolls-Royce Conway, que fue el primer motor de derivación de producción, que ofrecía mayor autonomía y mejor economía de combustible. Rolls-Royce Limited ya estaba desarrollando el motor Conway, habiendo realizado su primera prueba en 1950, y había demostrado el consumo de combustible mejorado del motor; en 1951, el Conway se estaba desarrollando para una potencia de empuje de 13 000 lb; suficiente para servir como motor para el V-1000. Sin embargo, como el diseño del V-1000 se amplió más allá de sus dimensiones originales, se hizo necesario el desarrollo de un modelo más potente del Conway, lo que contribuyó a retrasos en el proyecto general.
La construcción del prototipo se realizó en las instalaciones de Vickers en el aeródromo de Wisley, Surrey; las pruebas de vuelo también se habrían realizado allí. En noviembre de 1956, se habían gastado más de 4 millones de libras en el proyecto del V-1000; el primer prototipo también había alcanzado el 80 por ciento de su finalización. Se había estimado que el VC.7 habría estado en servicio operativo ya en 1959, el mismo año en que estaba previsto entregar los primeros V-1000 a la RAF. Si hubiera entrado en servicio comercial como estaba previsto, habría sido el primer avión de pasajeros equipado con turbofán en cubrir rutas de larga distancia.
El VC.7 resultó ser un motivo de preocupación para los fabricantes de aeronaves de los Estados Unidos, donde tanto Boeing como Douglas estaban en proceso de diseñar sus propios aviones de transporte a reacción, según un requisito muy similar del Mando Aéreo Estratégico. Ambas compañías respondieron con diseños dimensionados para 2+3 asientos (el diseño original del 707 era 2+2), proporcionando capacidades de pasajeros más limitadas que el VC.7. Además, el diseño del ala del VC.7 ofrecía una serie de características avanzadas y una mayor superficie alar que reducían enormemente la carrera de despegue y le permitían operar desde una selección más amplia de aeropuertos, al mismo tiempo que ofrecía mayores alcances. Cuando las compañías estadounidenses se acercaron a las aerolíneas con sus planes, descubrieron que eran rechazados constantemente porque el VC.7 era más interesante. Ambas compañías realizaron costosos rediseños de sus proyectos para ser competitivas, agrandando el fuselaje para que coincidiera con el diseño 3+3 del VC.7 y aumentando el tamaño y el peso generales de sus aviones. Cuando fueron reintroducidos en los mercados en esta forma más grande, a las empresas estadounidenses les fue considerablemente mejor; después de un encargo inicial de Pan American Airways, comenzaron a llegar pedidos de todo el mundo. El mayor alcance que ofrecía el VC.7 llevó más tiempo en abordarse y en un momento dado se solucionó incorporando el Conway a esos diseños.

### Cambio de requisitos y cancelación
A mediados de 1955, se reconoció que el V-1000 tendría un peso total más alto de 248 000 libras, en lugar de las 230 000 libras que se habían pronosticado originalmente, lo que impactaría negativamente en el rendimiento del avión. En ese momento, el apoyo político al proyecto estaba disminuyendo; según Wood, la RAF estaba teniendo dudas sobre el proyecto. El Estado Mayor del Aire, tratando de reducir el gasto debido a la presión del Tesoro de Su Majestad, observó que el V-1000 era uno de los proyectos en curso más costosos, y por lo tanto llegó a favorecer su cancelación. Al reasignar el presupuesto que había sido asignado al V-1000 a otros proyectos, se tendría el efecto de evitar su cancelación.
Casi al mismo tiempo, el Estado Mayor del Aire declaró que el requisito de que el transporte fuera capaz de alcanzar la misma velocidad y rendimiento de altitud que los bombarderos V era innecesario. También cuestionaron la necesidad de apoyar a la flota de bombarderos V a largas distancias, dado el estado cada vez más reducido del Imperio Británico. Estos cambios de actitud también pueden haberse debido a la presión del gobierno para que la RAF adquiriera el Bristol Britannia con motor turbohélice para equipar al Mando de Transporte. A finales de 1955, el Ministerio de Suministros declaró que la demanda del transporte aéreo estratégico era inmediata y decidió comprar varios Britannia para cubrir esa función. Esta selección coincidió con la presión política para impulsar el empleo en Irlanda del Norte, donde gran parte de la producción del Comet 2 debía realizarse bajo licencia por Short Brothers. La cancelación del Comet 2, junto con el abortado caza Supermarine Swift, había dejado a Shorts con un futuro sombrío; un pedido de Britannia, que se construirían en la misma fábrica, fue visto como una buena solución para todos los involucrados.
En noviembre de 1955, los rumores de prensa sobre los grandes cambios en la política de transporte de la RAF y el destino del V-1000 eran prolíficos y de tono negativo. El 11 de noviembre de 1955, en una conferencia de prensa celebrada por el Ministerio de Suministros, se anunció la cancelación del pedido del V-1000. Durante la conferencia, un portavoz del MoS habló en profundidad sobre el V-1000 y su finalización, observando que el programa había tardado "más de lo esperado en superar algunos de los programas de cumplimiento de la especificación", además de destacar el papel desempeñado por el Britannia en la sustitución de la flota prevista del V-1000. También se señaló que no se tenía previsto desarrollar la versión civil debido a que BOAC no tenía requerimientos para ello.
Además de que las perspectivas militares del diseño se habían vuelto amargas, las oportunidades civiles para el modelo en la forma del VC.7 también se habían visto oscurecidas. Según Wood, Reginald Maudling, Ministro de Suministros, creía en el VC.7 y en su valor para BOAC. Además, junto con BOAC, otras aerolíneas estaban interesadas en operar el VC.7. Gordon McGregor, presidente de Trans-Canada Air Lines, viajó a Gran Bretaña para presionar a favor de la continuación del proyecto. Sin embargo, el presidente de BOAC, Miles Thomas, no estaba tan entusiasmado con el VC.7; la aerolínea había sufrido considerables dificultades financieras debido a los accidentes de varios De Havilland Comet, en los que había invertido mucho, y BOAC ya se había comprometido con el Comet 4 mejorado y había obtenido permiso para adquirir también varios Britannia.
Al enterarse de la finalización del modelo V-1000, Thomas solicitó que se publicara una especificación actualizada del VC.7, incluyendo previsiones de su precio unitario y fechas de entrega. Después de revisar esta información, Thomas anunció que no compraría el VC.7 debido a que el aumento de peso impactaba en su rendimiento; según Woods, la verdadera razón era que BOAC quería evitar tener que apoyar otro programa de aviones británicos además de sus compromisos existentes. Muchas de las objeciones de BOAC al VC.7 estaban influenciadas por el motor Conway, que todavía estaba en desarrollo en ese momento. Entre las afirmaciones detractoras hechas sobre que los motores encerrados en el ala no serían capaces de aceptar turbofanes de mayor potencia, Woods señala que la aplicación exitosa de tales mejoras al Victor militar demuestra que esto era enteramente posible. Tras el anuncio de la cancelación, Mauldling declaró a la prensa que la decisión se había tomado debido a que tanto BOAC como la RAF no estaban dispuestos a pedir el modelo, dejándolo sin ninguna alternativa.
BOAC declaró que estaban perfectamente satisfechos con el Britannia para sus rutas transatlánticas y que seguirían así hasta que llegara el De Havilland Comet 4 agrandado dentro de unos años. Al final, la decisión de BOAC se revertiría rápidamente cuando quedó claro que sus competidores iban a entrar en la era de los aviones a reacción antes que ellos. A estas alturas, el VC.7 ya había sido cancelado y un estudio demostró que sería demasiado costoso reiniciarlo. En lugar de ello, BOAC encargó el Boeing 707 en octubre de 1956, irónicamente un modelo especial que sería propulsado por el Conway. Contrariamente a las preocupaciones de BOAC, el Conway demostró tener un ciclo de desarrollo casi impecable y en varias ocasiones superó el desarrollo de los modelos que estaba destinado a propulsar.
Como se señaló en su momento, el rendimiento del VC.7 desde aeródromos limitados era considerablemente mejor que el del Boeing 707, que requería pistas largas y un amplio apoyo en tierra. Esto limitó a los 707 de BOAC a rutas de gran volumen entre aeropuertos más grandes y bien equipados en Europa y América del Norte. BOAC también estaba bajo fuerte presión política para ofrecer servicios de reactores en una serie de "rutas Empire" de capacidad limitada a las que el Boeing no podía prestar servicio, y recurrió a Vickers en busca de una solución. El resultado fue el Vickers VC.10, con potencia adicional y un fuselaje más pequeño que mejoró drásticamente el rendimiento "en altas temperaturas". Aunque el VC.10 cumplió con éxito su función, la mayoría de los aeropuertos para los que había sido diseñado pronto fueron mejorados lo suficiente como para que, después de todo, al Boeing 707 y al Douglas DC-8 pudieran prestarles servicio cómodamente. El VC.10 perdió su competitividad y sólo se vendió en cantidades limitadas.

### Debate parlamentario
La cancelación dio lugar a una larga serie de preguntas en la Cámara que se prolongó durante semanas. John Peyton la calificó como "una decisión decepcionante y retrógrada". El vicelíder del Partido Laborista, George Brown, preguntó: "¿No significa esta decisión que las compañías estadounidenses, Douglas y Boeing, en efecto, estarán tan por delante de nosotros en el próximo desarrollo del avión a reacción puro que tendremos 10 o 20 años para recuperarlo en algún momento después?", una predicción que resultó sorprendentemente precisa. El comodoro del aire Arthur Vere Harvey expresó las preocupaciones de la industria en general, mientras que William Robson Brown cuestionó la conveniencia de cancelar en una fecha tan tardía dado que se habían invertido 2,3 millones de libras en el proyecto.
En respuesta, el ministro de Suministros, Reginald Maudling, señaló que era extremadamente improbable que otras aerolíneas encargaran el VC.7, ya que "todos los involucrados aceptan que no podemos lanzar un avión de esta categoría a los mercados del mundo a menos que primero tengamos un comprador local que lo compre y lo opere, lo que no es así en este caso". Se negó a ofrecer apoyo financiero continuo a Vickers para el modelo civil por esta razón; también afirmó que el desarrollo se había retrasado y el peso había aumentado hasta afectar al rendimiento.
Estas últimas afirmaciones fueron atacadas varias semanas después en una extensa declaración de Paul Williams, quien señaló que, efectivamente, el peso había aumentado, pero Rolls-Royce había abordado este problema aumentando la potencia para compensar este efecto. También señaló que el avión tenía un margen de seguridad incorporado debido a su ala mayor. Describió todo el asunto como "una de las decisiones más vergonzosas, desalentadoras y desafortunadas que se han tomado en relación con la industria aeronáutica británica en los últimos años".
Woods atribuye la cancelación a la falta de comprensión de la industria del transporte aéreo por parte del gobierno británico de la época. El debate sobre el tema continuó y el V-1000 siguió siendo tema de discusión hasta 1957.

## Diseño
El V-1000 era un avión a reacción totalmente metálico que había adoptado una configuración monoplano convencional y se parecía en gran medida a una versión a mayor escala del De Havilland Comet. El ala era considerablemente diferente a la del Comet; el ala exterior, que albergaba depósitos de combustible integrados en el VC.7 y bolsas de combustible flexibles en el V-1000, tenía una flecha de 28 grados, mientras que el borde de ataque del ala interior, donde se ubicaban los motores y las tomas de aire, tenía una flecha más pronunciada de 38 grados. Los motores, embutidos dentro de las alas, fueron ubicados más afuera que en el Comet anterior para reducir el ruido en la cabina y evitar que el fuselaje trasero entrara en contacto con el chorro del reactor. Finalmente, mientras que la sección del fuselaje se parece a otros aviones de pasajeros de "cuerpo estrecho", aunque presenta un morro en forma de ojiva más redondeada similar a la del Comet (una característica de diseño también copiada en el Sud Aviation Caravelle), el V-1000 y el VC.7 fueron diseñados para llevar una disposición de seis asientos por fila, y por lo tanto tenían un diámetro mucho mayor que el Comet.
Una de las características innovadoras que utilizó el V-1000 en ese momento fue la adopción del motor Rolls-Royce Conway, el primer motor turbofán del mundo. Durante el despegue, la potencia del Conway debía ser aumentada mediante una inyección de agua-metanol, de la que el avión debía transportar 550 galones dentro de la raíz del ala interior. Además, se estaban desarrollando versiones mejoradas del motor Conway, que habrían estado disponibles para su uso en el V-1000. Los controles de vuelo del ala consistían en múltiples flaps, el conjunto interior de una sola ranura y el par exterior de doble ranura, alerones de dos secciones operados independientemente y frenos de picado de múltiples secciones colocados en varias ubicaciones de las superficies superior e inferior del ala. Las superficies de cola eran convencionales y adoptaban una forma similar a la utilizada para el ala; los planos de cola tenían un diedro pronunciado para mantenerlos alejados del escape de los reactores. Los elevadores estaban divididos en cuatro secciones separadas, mientras que el timón lo estaba en tres piezas controladas por separado.
El fuselaje estaba compuesto por una estructura de larguerillos-revestimiento soportada por un gran número de marcos de sección ligera; estos marcos estaban unidos a largueros de sección en Z que a su vez estaban remachados al revestimiento. Una viga de refuerzo con forma de columna semicircular debía atravesar toda la longitud del fuselaje para darle resistencia y fortalecer la estructura. Se pretendía presurizar todo el fuselaje, incluidas las dos bodegas de carga bajo el piso; las únicas excepciones eran el extremo más alejado de la cola y los compartimentos del tren de aterrizaje. Se instalarían un total de dieciocho ventanas semicirculares en el fuselaje, similares a las utilizadas en el anterior Vickers Viscount, junto con puertas de entrada delanteras y traseras y un total de seis salidas de emergencia. El piso de la cabina principal debía construirse de manera que pudiera soportar hasta 75 lb/pie cuadrado en las secciones centrales, mientras que las secciones exteriores debían soportar hasta 150 lb/pie cuadrado.
En la versión militar, se preveía un total de cinco puestos en la cabina; la tripulación prevista habría sido una pareja de pilotos, un ingeniero de vuelo, un navegante y un operador de comunicaciones. La cabina principal habría estado equipada con asientos orientados hacia atrás en una configuración de seis por fila para hasta 120 soldados equipados. Algunas de las características de diseño del VC.7 influirían en el Vickers VC.10. En particular, la disposición de las alas con los diversos dispositivos de alta sustentación, como las puntas de las alas curvas estilo Kuchemann adoptadas, resultaron útiles en los roles "altos y calientes" que el VC.10 cubriría más tarde. Además, el VC.10 estaba equipado con un motor Conway, aunque en una versión de mayor potencia y con una relación de derivación mucho mayor.

## Especificaciones (VC.7)
Referencia datos: Vickers Aircraft since 1908

### Características generales
- Capacidad: 100 pasajeros
- Longitud: 44,5 m (146 ft)
- Envergadura: 42,7 m (140 ft)
- Altura: 11,7 m (38,5 ft)
- Superficie alar: 303,1 m² (3262,6 ft²)
- Peso vacío: 49 487 kg (109 069,3 lb)
- Peso máximo al despegue: 104 780 kg (230 935,1 lb)
- Planta motriz: 4× turbofán Rolls-Royce Conway.
  - Empuje normal: 67 kN (6832 kgf; 15 062 lbf) de empuje cada uno.
- Alargamiento: 6,0:1

### Rendimiento
- Velocidad crucero (Vc): 830 km/h (516 MPH; 448 kt)
- Alcance: 6700 km (3618 nmi; 4163 mi) (aire calmo, 8600 kg de carga)

## Aeronaves relacionadas

### Secuencias de designación
- Secuencia Numérica (interna de Vickers): ← 711 - 712 - 715 - 716 - 718 - 720 - 721 -- 900 - 901 - 950-953 - 1000-1004 - 1100-1106 - 1109-1112 - 1125 →
- Secuencia VC._ (interna de Vickers): ← VC.4 - VC.5 - VC.6 - VC.7 - VC.8 - VC.9 - VC.10 →